# Artur Bell
Artur Bell (ur. 13 stycznia 1590 w Temple-Broughton w pobliżu Worcesteru w Anglii, zm. 11 grudnia 1643 w Londynie) – kapłan, męczennik chrześcijański, błogosławiony Kościoła rzymskokatolickiego.

## Życiorys
Pochodził z zamożnej rodziny angielskiej. Uczył się prywatnie (od 1614 w Saint-Omer). W czasie trwania prześladowań katolików w Anglii wyjechał do Hiszpanii i tam przyjął święcenia kapłańskie w Valladolid 14 kwietnia 1618. Po wstąpieniu do zakonu franciszkanów (9 sierpnia 1618 w Segovii) pracował w Douai (był tu profesorem w klasztorze św. Bonawentury), Gravelines i Brukseli, a na koniec wrócił do Anglii. Kolejne 9 lat życia poświęcił działalności misyjnej w ojczyźnie (mianowano go prowincjałem prowincji szkockiej, którą miał wskrzesić, ale nigdy do tego nie doszło). W 1643 został członkiem komisji do spraw beatyfikacji męczenników angielskich. W Stevenage został aresztowany i uwięziony w więzieniu Newgate, po czym go skazano (7 grudnia 1643) i powieszono (11 grudnia 1643), a po zdjęciu z szubienicy poćwiartowano. Na wyrok odpowiedział radością i zaśpiewał Te Deum laudamus. Z więzienia prosił ambasadora Francji, by się za nim nie wstawiał. Przed wykonaniem wyroku odprawił Mszę świętą, a spod szubienicy w Tyburn przemawiał do zgromadzonego ludu (pod wpływem tego kazania nawrócił się kapitan Towers, którego powieszono razem z nim).

## Beatyfikacja i wspomnienie
Jest jednym z osiemdziesięciu pięciu brytyjskich męczenników za wiarę beatyfikowanych przez papieża Jana Pawła II 22 listopada 1987 w Rzymie.
Jego wspomnienie liturgiczne obchodzone jest w dzienną pamiątkę śmierci (11 grudnia) oraz w dniu beatyfikacji grupy męczenników (22 listopada).